# Operación Garzón
La Operación Garzón o Garzonada fue una operación policial que consistió en la detención de 45 personas vinculadas al movimiento independentista catalán por presunta pertenencia a la organización terrorista Terra Lliure. La operación, llevada a cabo principalmente entre el 29 de junio y el 14 de julio de 1992 (aunque con algunas detenciones posteriores, el 25 de septiembre y el 8 de diciembre del mismo año), fue dirigida principalmente por el titular del Juzgado Central de Instrucción número 5, Baltasar Garzón.
Fue una operación que se preparaba desde dos años antes y que supuso el final de la organización terrorista Terra Lliure, a pesar de que esta ya había anunciado su disolución. Se precipitó por el temor de los responsables policiales de España a un posible atentado a causa de la inminencia del inicio de los Juegos Olímpicos de 1992 de Barcelona.
En 1995, 25 de los detenidos fueron juzgados y, de estos, 18 fueron condenados por pertenencia a la organización armada. El eco de los hechos se alargó en el tiempo debido a las denuncias de torturas de 17 de los detenidos. A raíz de estas denuncias, se puso en marcha un proceso judicial que acabó en el Tribunal Europeo de Derechos Humanos en 2004 y que condenó el Estado español por no haber investigado las denuncias de torturas, si bien habría descartado la existencia de indicios sobre las supuestas torturas.

## Antecedentes

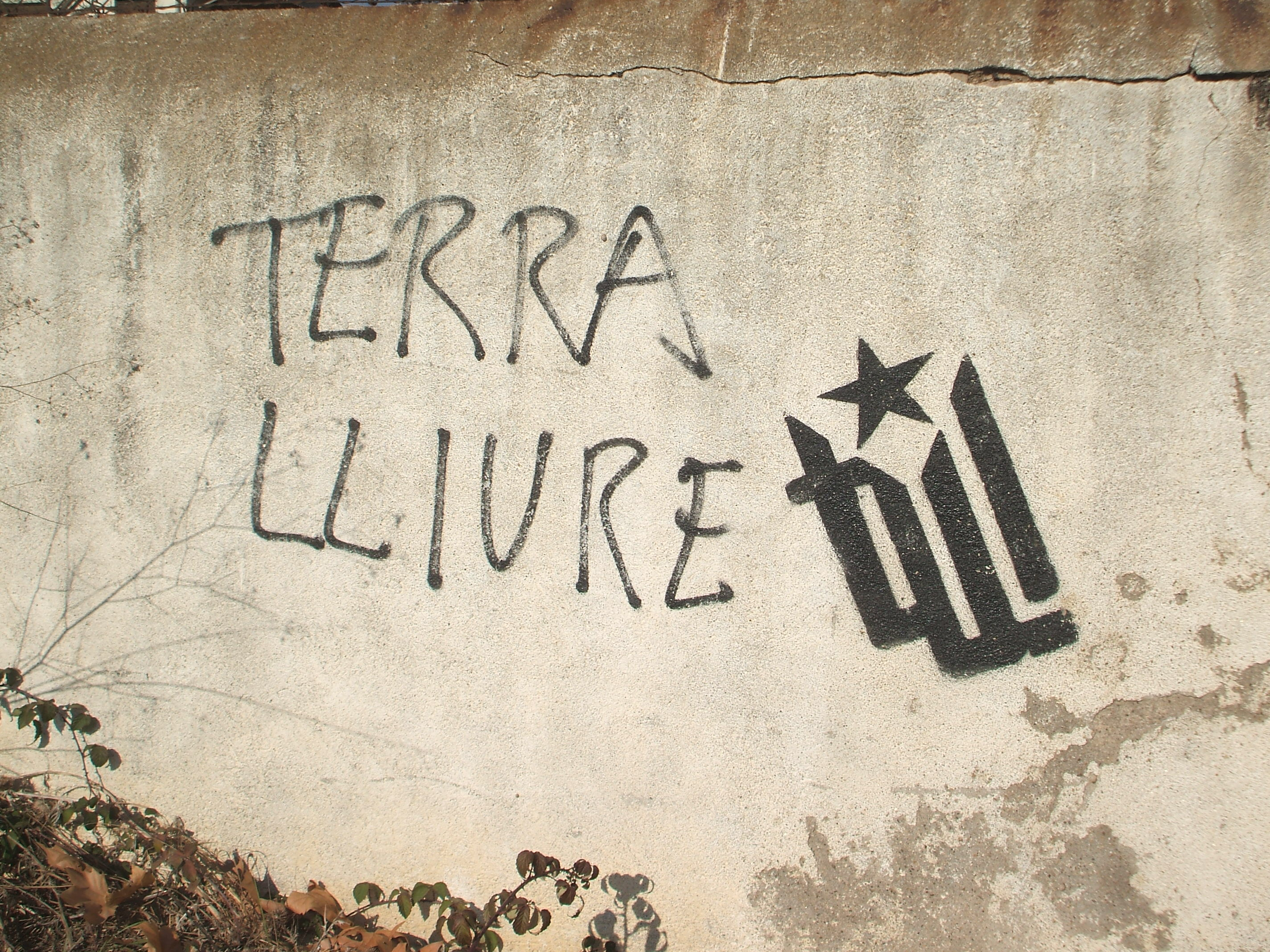
Pintada de apoyo a Terra Lliure

A pesar de que la organización ya había anunciado su intención de dejar las armas en julio de 1991, grupos que no estaban de acuerdo con la decisión continuaron actuando e hicieron al menos diez atentados desde la declaración, entre ellos un atentado el 25 de mayo de 1992 contra las oficinas del INEM que causó dieciséis heridos.
La operación se preparaba desde hacía dos años y tenía por objetivo anular totalmente la capacidad operativa de la banda antes de los Juegos Olímpicos. El motivo de las detenciones parece ser el miedo del Estado español a alguna acción durante los Juegos Olímpicos de Barcelona'92, que algunas fuentes apuntan que podría ser el secuestro de alguna personalidad. El ministro de Interior José Luis Corcuera dijo, refiriéndose a Terra Lliure:

Estos descerebrados nos colocan un petardo en el aeropuerto o en una de las instalaciones deportivas y se cargan las Olimpiadas. Una buena campaña de propaganda exterior nos puede hacer mucho daño. Para prever eso lo mejor es detener antes a todos sus miembros.
José Luis Corcuera, según Interviú

La actividad de un infiltrado en la banda fue la principal fuente de información que permitió desmantelar la organización armada. Este topo, llamado Josep Maria Aloy, Chema, supuestamente habría proporcionado la información a los fuerzas y cuerpos de seguridad del Estado que les permitió desarrollar la operación. Aloy recibió formación y ayuda técnica de Mikel Lejarza (alias Lobo), el agente que ya se había infiltrado en la organización armada ETA. En ninguno de los juicios celebrados en contra de los militantes de Terra Lliure se hizo referencia al infiltrado, cosa que hizo sospechar de él al resto de detenidos.[cita requerida] Garzón confirmó la existencia de este topo en su libro autobiográfico Un mundo sin miedo.
Las detenciones pararon las conversaciones existentes de la organización armada con el Estado.[cita requerida]

## Detenciones
Las detenciones tuvieron lugar a varios puntos de Cataluña y la Comunidad Valenciana. También fueron registradas las sedes del Moviment de Defensa de la Terra en Barcelona y de la revista El Temps en Valencia. En el último momento se abortaron registros en la sede de Òmnium Cultural y en varias sedes de Esquerra Republicana de Cataluña.
Treinta de los detenidos lo fueron en fechas previas al inicio de los Juegos Olímpicos de Barcelona 1992 y los otros ocho lo fueron con posterioridad a la finalización de los Juegos. Las detenciones incluyeron a miembros activos de la organización armada pero también a periodistas del diario El Punt (Eduard López) y El Temps (Oriol Malló), de organizaciones políticas como Moviment de Defensa de la Terra, Comitès de Solidaritat amb els Patriotes Catalans, Esquerra Republicana de Catalunya (Carles Buenaventura, Salvador Soutullo, Jordi Vera), el Partido Comunista de Cataluña (Oriol Martí) y al grupo ecologista Alternativa Verda - Moviment Ecologista de Catalunya (Guillem de Pallejà). También fue detenido el alcalde de Ribera de Urgellet, Antoni Capdevila.
Del total de detenidos, seis fueron detenidos en localidades de la Comunidad Valenciana; el resto en Cataluña. Se registraron detenciones en Gerona, Bañolas, San Cugat del Vallés, Barcelona, Tarragona, Benicarló y Valencia. Esta es la lista de los detenidos:
En la primera fase fueron detenidas 38 personas:

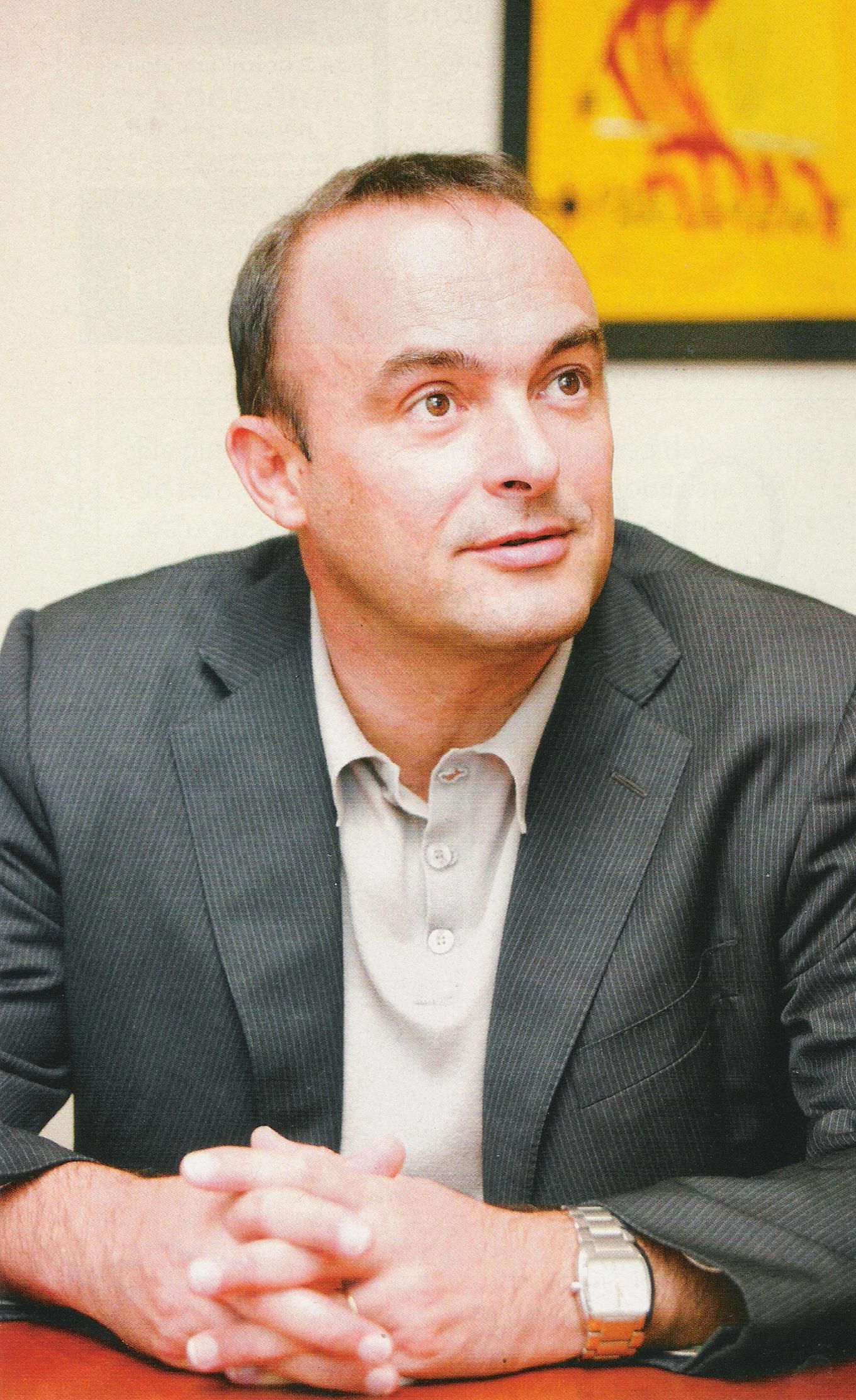
Jaume Oliveras

- 29 de junio: Josep Musté, Ferran Ruiz, Jordi Bardina, David Martínez, Esteve Comellas, Teresa Mas (liberada posteriormente) y Joan Rocamora.[20]
- 1 de julio: Jaume Oliveras, Vicent Conca Ferrús, Ramón López y Josep María Granja.[21]
- 2 de julio: Francesc Xavier Tolosana.[22]
- 4 de julio: Marcel Dalmau, Carme Turró (liberada posteriormente) y Dolors Bellés (liberada posteriormente).[cita requerida]
- 6 de julio: Antoni Infante,[23] Eduard Lòpez, Francesc Puy, Ramón Piqué, Eduard Pomar, Artur Escútia, Vicent Coll y Josep Poveda.[cita requerida]
- 7 de julio: Oriol Martí, Carles Buenaventura, Josep Bou,[18] Xavier Ros, Xavier Puigdemont, Xavier Alemany, Oriol Malló,[18] Joan Durà, Guillem de Pallejà, Andreu Cabot y Oriol Montserrat.[cita requerida]
- 9 de julio: Jordi Manyé, Marc Vila y Enric Cot.[cita requerida]
- 14 de julio: Geroni Salvador y Àngel Pitarch.[24]

La segunda fase se desarrolló el 25 de septiembre de 1992 y en ella, se detuvo a Miquel Casals, Lluís Quintana y Antoni Capdevila.
La tercera fase de la operación se desarrolló el 8 de diciembre de 1992 y en ella se detuvo a Jordi Vera, Salvador Soutullo, Agustí Cerdà y Gustau Navarro. Esta fase fue ordenada por el magistrado Carlos Bueren.
Aparte de estos detenidos, otras personas fueron encausadas y tuvieron que declarar, entre otros Carles Benítez, Carles Castellanos, Carme Porta, Narcís Sellas y Alfred Ferrer. Algunos de los detenidos lo fueron a raíz de las delaciones de dos de sus compañeros, Granja y Tolosana. Diecisiete de los detenidos ingresaron en la prisión y un año después, 14 de los detenidos permanecían en prisión preventiva a la espera del juicio.[cita requerida]
El entonces ministro del Interior José Luis Corcuera dio la organización por prácticamente desarticulada el 8 de julio de aquel año.

## Juicio y condena

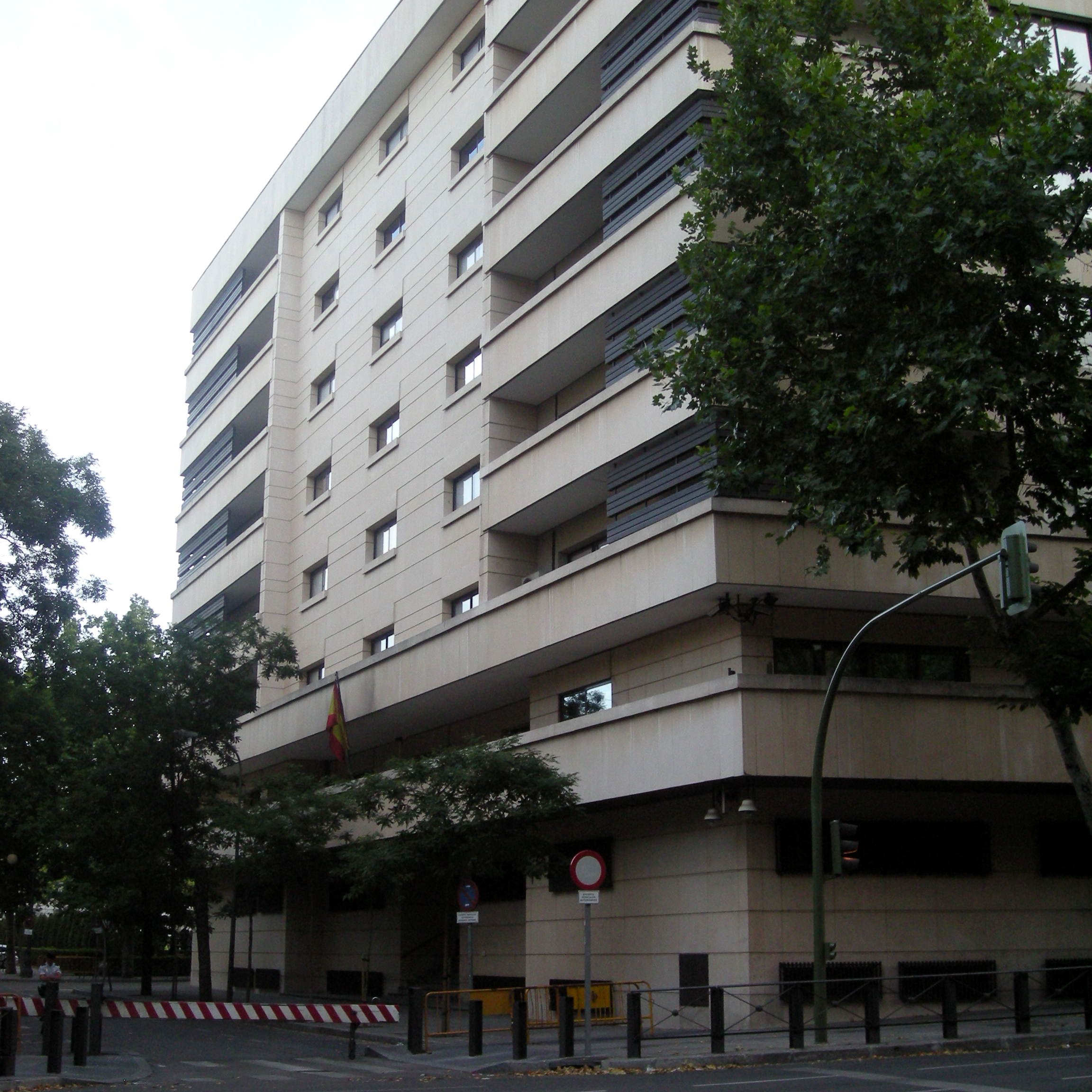
Edificio de la Audiencia Nacional

25 de los detenidos fueron llevados a juicio, que se inició el 3 de abril de 1995. Se celebró en la sección tercera de la Sala de lo Penal de la Audiencia Nacional, que presidía Francisco Castro Meije. Los procesados fueron Josep Musté, Jaume Oliveras, David Martínez, Esteve Comellas, Jordi Bardina, Joan Antoni Rocamora, Francesc Puy, Ferran Ruiz, Josep Maria Granja, Francesc Tolosana, Marcel Dalmau, Xavier Ros, Xavier Puigdemont, Vicent Coll, Àngel Pitarch, Geroni Salvador, Josep Poveda, Ramón Piqué, Eduard López, Eduard Pomar, Artur Escútia, Vicent Conca Ferrús, Ramón López, Miquel Casals y Antoni Capdevila.
Se les imputaba los cargos de asociación con banda armada, tenencia de armas, tenencia de explosivos, terrorismo y depósito de municiones de armas de guerra. En el juicio, el fiscal pidió el indulto, total o parcial, para la mayoría de los acusados. 18 de los implicados fueron condenados después del juicio, en una sentencia que se hizo pública en julio de 1995. Los absueltos fueron Ramón López, Vicent Conca Ferrús, Eduard Pomar, Eduard López, Josep Poveda y Artur Escútia.[cita requerida]
En 1996, Musté y Rocamora, los últimos condenados que quedaban en la prisión, fueron liberados gracias a un indulto concedido por el Gobierno español. El indulto fue una de las primeras decisiones que tomó el gabinete de José María Aznar. Afectó a 15 personas y se publicó al BOE del 8 de agosto de 1996.

## Denuncia por torturas
Durante las primeras detenciones, 17[cita requerida] detenidos denunciaron torturas por parte de la Guardia Civil. El forense no reconoció torturas pero detalló varias lesiones en el informe de reconocimiento de los detenidos. Las presuntas torturas se encuentran detalladas en un dosier de 330 páginas que los encausados elaboraron e hicieron llegar al responsable de Amnistía Internacional España, David Braham. Los forenses de la Audiencia Nacional adujeron que los traumatismos se debían a golpes fortuitos o autolesiones y que las lesiones no se correspondían con las lesiones típicas de los maltratos. Por este motivo, el juez Baltasar Garzón decidió no ordenar la investigación de las denuncias.
Las denuncias por torturas presentadas por los detenidos fueron archivadas. La Guardia Civil y el gobierno negaron estos hechos.
Dos de los detenidos, Carles Buenaventura y Jaume Oliveras, declararon ante la Guardia Civil que tenían instrucciones internas de la organización para denunciar maltratos.

## Proceso por las denuncias por torturas
En octubre del mismo año, quince de los detenidos iniciaron un proceso legal para denunciar estos hechos. La denuncia iba dirigida contra el entonces ministro de Interior José Luis Corcuera, el director general de la Guardia Civil Luis Roldán y el magistrado Baltasar Garzón, por impedir una investigación sobre las denuncias de torturas. Los demandantes fueron David Martínez, Esteve Comellas, Jordi Bardina, Eduard Pomar, Eduard López, Josep Poveda, Joan Rocamora, Jaume Oliveras, Xavier Ros, Carles Buenaventura, Guillem de Pallejà, Xavier Alemany, Josep Musté, Ramón López y Marcel Dalmau.
En 1995 la denuncia llegó a juicio por primera vez, a la Audiencia Nacional. La sentencia ordenó abrir una investigación que fue encargada al Juzgado de Instrucción núm. 22 de Madrid. Los abogados denunciaron que Baltasar Garzón no colaboró en la aclaración de las torturas, que se negó en varias ocasiones a entregar documentación y cuando lo entregó, no fue la solicitada. El caso se archivó. Su decisión se basó en los informes judiciales y de la forense, pero no se llamó a declarar a los denunciantes. Sebastià Salellas, abogado defensor de los denunciantes, interpuso entonces un recurso de apelación ante la Audiencia de Madrid, que ratificó la decisión de archivo. Contra esta segunda resolución los demandantes interpusieron un recurso de amparo ante el Tribunal Constitucional, que lo desestimó en 2000.
Fue entonces cuando los demandantes decidieron recurrir al Tribunal Europeo de Derechos Humanos. La denuncia fue admitida a trámite el 12 de marzo de 2003. El 18 de noviembre de 2003 tuvo lugar la vista en Estrasburgo, en la que se declaró el caso admisible. El 2 de noviembre de 2004, el Tribunal Europeo de Derechos Humanos hizo pública la sentencia, que obligó el Estado español a indemnizar a cada denunciante con 8000 euros (120.000 euros en total) y a pagar los costes generados por el proceso legal (12.009 euros), debido a la no investigación de las denuncias de torturas hechas por los detenidos, de acuerdo con el artículo 3 del Convención Europea de Derechos Humanos:

Violación [del artículo 3 del Convenio Europeo de Derechos Humanos] a causa de la ausencia de una investigación oficial efectiva sobre las denuncias.
Tribunal Europeo de Derechos Humanos, 2 de noviembre de 2004.

El Tribunal no puede sino constatar que las autoridades judiciales rechazaron todas las peticiones de administración de pruebas presentadas por los demandantes, privándose así de una posibilidad razonable de esclarecer los hechos denunciados.
Tribunal Europeo de Derechos Humanos, 2 de noviembre de 2004.

La sentencia fue tomada por unanimidad del tribunal.

## Críticas
Las detenciones suscitaron muestras de solidaridad entre varios sectores de la sociedad catalana: el 10 de julio se hizo un acto en la Casa de Cultura de Gerona. El 11, una manifestación en Gerona. El 12 de julio, una concentración en Bañolas, el 15, un acto al Palacio de la Música Catalana y el 29 de julio, un concierto de rock en Gerona bajo el lema Cataluña quiere vivir en libertad, al que asistieron más de 10 000 personas. La Junta de Portavoces del Parlamento de Cataluña el 14 de julio la convocatoria de un pleno extraordinario o de una declaración pública de protesta por las detenciones de la operación. Desde la sociedad civil catalana también se puso en marcha una campaña de envío de telegramas que pedían la liberación inmediata de los detenidos.
El 10 de julio de 1992, en el programa de radio de Catalunya Ràdio La Orquesta se habló de las presuntas torturas de la Operación Garzón, que habían sido ignoradas por la mayoría de medios de comunicación, excepto el Punt Diario y el Temps. En la tertulia se comparó la actuación del gobierno con la represión franquista, y se utilizó el término sociates. Un miembro del consejo de administración de la CCRTV propuesto por el PSC, pidió el cierre del programa, y con el visto bueno del gobierno de CiU, se hizo de forma fulminante.
Algunos de los detenidos formaron en 2005 la Asociación Memoria Contra la Tortura. Tiene como objetivos principales documentar los casos de tortura para hacerlos más visibles, dar apoyo psicológico a las víctimas y aplicar las medidas necesarias para erradicar esta práctica. Con esta finalidad ha mantenido contactos con otras organizaciones que persiguen finalidades parecidas, como Asociación Contra la Tortura y Torturaren Aurkako Taldea. En el ámbito estatal, forma parte de la Coordinadora para la Prevención de la Tortura. La AMCT participa activamente en las Jornadas para la Prevención de la Tortura. El 2008 promovió la publicación en catalán, junto con la Acción de los Cristianos por la Abolición de la Tortura (ACAT) y Justicia y Pau, del llamado protocolo de Estambul, manual para la investigación y la documentación de la tortura editado por la Oficina del Alto Comisionado de las Naciones Unidas para los Derechos Humanos.
A raíz de los juicios puestos en marcha contra el juez Garzón por sus actuaciones en el caso Gürtel y el sumario de las fosas del franquismo y su defensa por parte de diferentes sectores de la sociedad española, la asociación Memoria Contra La Tortura publicó artículos en varios diarios para exponer su punto de vista sobre el magistrado. En abril del 2010, a raíz de la imputación por prevaricación del juez Baltasar Garzón, 17 de los detenidos publicaron una carta en El Punt donde recordaban su detención, las denuncias por torturas que este juez nunca quiso investigar, y criticaban la actitud de víctima que tomó el magistrado después de ser imputado. Otras organizaciones y partidos políticos como la CUP, ERC o SI han recordado la implicación del juez en los hechos del 1992. También desde medios periodísticos se ha cuestionado su tarea recordando aquellos hechos. Acciones para protestar contra este caso ya se habían producido en otras ocasiones como en julio del 2004 por parte de ERC con ocasión de la comparecencia del juez Garzón en la comisión de investigación de los atentados de la 11-M del Congreso de los Diputados.

### Libros
- Bassa, David (1997). L'Operació Garzón. Un balanç de Barcelona'92 (en catalán). Barcelona: Llibres de L'Índex. ISBN 978-8487561986.
- Castellanos, Carles (2003). Reviure els dies. Records d'un temps silenciat (en catalán). Pagès Editors. ISBN 9788479351847.
- Vilaregut, Ricard (2004). Terra Lliure: la temptació armada a Catalunya. Columna Edicions. ISBN 9788466404204.
- Sastre, Carles; Musté, Pep; Benítez, Carles; Rocamora, Joan (2013). Terra Lliure: punto de partida (1979-1995): una biografía autorizada. Txalaparta. ISBN 978-84-1531-345-8.

### Documentales
- David Bassa (director) (2007). Terra Lliure, punt final (largometraje). Televisió de Catalunya / Batabat Produccions.  Escena en 57:40.
- Operació Garzón contra l'independentisme català (largometraje). Llibertat.cat. 2012.

- Datos: Q15986554